# Aeroportul Margarima
Aeroportul Margarima (IATA: MGG) este un aeroport din Southern Highlands Province⁠(d), Papua Noua Guinee.
aeroportul dispune de o singură pistă.